# 拉普拉斯方程

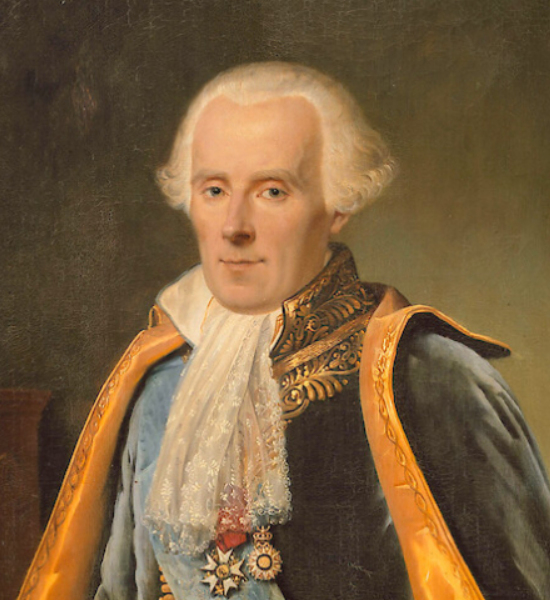
皮埃尔-西蒙·拉普拉斯

拉普拉斯方程，又名调和方程、位势方程，是一种偏微分方程。因为由法国数学家皮埃尔-西蒙·拉普拉斯首先提出而得名。求解拉普拉斯方程是电磁学、天文学、熱力學和流体力学等领域经常遇到的一类重要的数学问题，因为这种方程以势函数的形式描写电場、引力場和流场等物理对象（一般统称为“保守场”或“有势场”）的性质。:619ff

## 定義
三维情况下，拉普拉斯方程可由下面的形式描述，问题归结为求解对实自变量x、y、z二阶可微的实函数φ：
使用笛卡尔坐标，
{\displaystyle \Delta f={\frac {\partial ^{2}f}{\partial x^{2}}}+{\frac {\partial ^{2}f}{\partial y^{2}}}+{\frac {\partial ^{2}f}{\partial z^{2}}}=0}。
使用柱坐标，
{\displaystyle \Delta f={\frac {1}{r}}{\frac {\partial }{\partial r}}\left(r{\frac {\partial f}{\partial r}}\right)+{\frac {1}{r^{2}}}{\frac {\partial ^{2}f}{\partial \phi ^{2}}}+{\frac {\partial ^{2}f}{\partial z^{2}}}=0}
使用球面坐标，
{\displaystyle \Delta f={\frac {1}{\rho ^{2}}}{\frac {\partial }{\partial \rho }}\left(\rho ^{2}{\frac {\partial f}{\partial \rho }}\right)+{\frac {1}{\rho ^{2}\sin \theta }}{\frac {\partial }{\partial \theta }}\left(\sin \theta {\frac {\partial f}{\partial \theta }}\right)+{\frac {1}{\rho ^{2}\sin ^{2}\theta }}{\frac {\partial ^{2}f}{\partial \varphi ^{2}}}=0}。
使用曲线坐标，
{\displaystyle \Delta f={\frac {\partial }{\partial \xi ^{j}}}\left({\frac {\partial f}{\partial \xi ^{k}}}g^{ki}\right)+{\frac {\partial f}{\partial \xi ^{j}}}g^{jm}\Gamma _{mn}^{n}=0,}
或 
{\displaystyle \Delta f={\frac {1}{\sqrt {|g|}}}{\frac {\partial }{\partial \xi ^{i}}}\!\left({\sqrt {|g|}}g^{ij}{\frac {\partial f}{\partial \xi ^{j}}}\right)=0,\qquad (g=\mathrm {det} \{g_{ij}\})}。
這組方程又经常写為
{\displaystyle \nabla ^{2}\varphi =0}
或者
{\displaystyle \operatorname {div} \,\operatorname {grad} \,\varphi =0}；
其中，div表示矢量场的散度（结果是一个标量场），grad表示标量场的梯度（结果是一个矢量场）。
這方程又可写為
{\displaystyle \Delta \varphi =0}；
其中，Δ称为拉普拉斯算子。
拉普拉斯方程的解称为调和函数。:671-672
如果等号右边是一个给定的函数f(x, y, z)，即
{\displaystyle \Delta \varphi =f}，
则该方程称为泊松方程。拉普拉斯方程和泊松方程是最简单的椭圆型微分方程。偏微分算子{\displaystyle \nabla ^{2}}或{\displaystyle \Delta }（可以在任意维空间中定义这样的算子）称为拉普拉斯算子。

## 边界条件

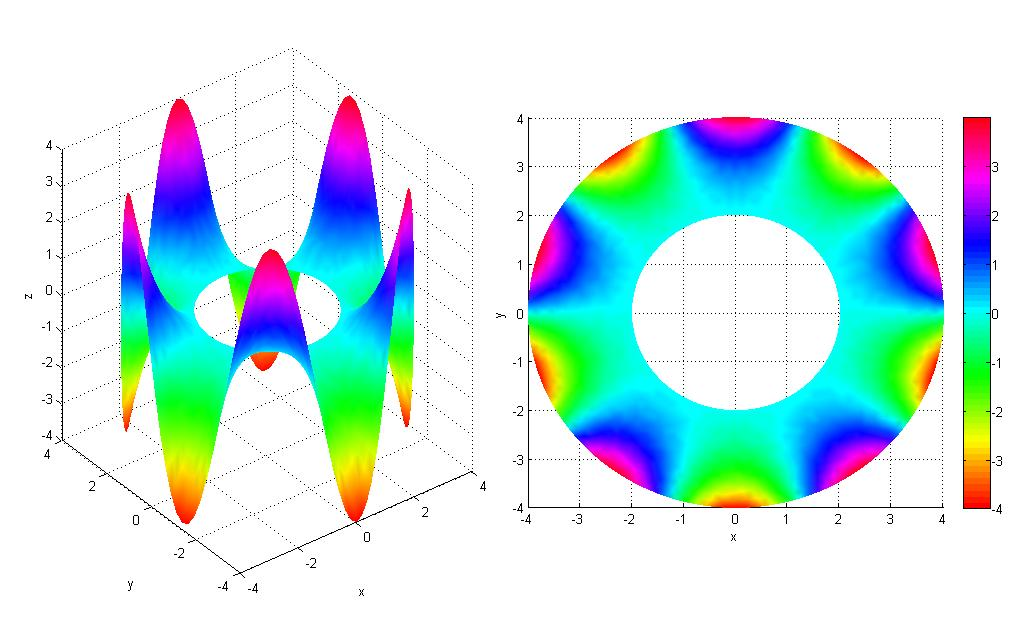
對於二維環形（內半徑r=2、外半徑R=4），滿足狄利克雷边界条件（u(r=2)=0、u(R=4)=4sin(5*θ)）的拉普拉斯方程的電腦繪图。

拉普拉斯方程的狄利克雷问题可归结为求解在区域{\displaystyle D}内定义的函数{\displaystyle \varphi }，使得{\displaystyle \varphi }在{\displaystyle D}的边界上等于某给定的函数。为方便叙述，以下采用拉普拉斯算子应用的其中一个例子——热传导问题作为背景进行介绍：固定区域边界上的温度（是边界上各点位置坐标的函数），直到区域内部热传导使温度分布达到稳定，这个温度分布场就是相应的狄利克雷问题的解。:37-38
拉普拉斯方程的诺伊曼边界条件不直接给出区域{\displaystyle D}边界处的温度函数φ本身，而是φ沿{\displaystyle D}的边界法向的导数。从物理的角度看，这种边界条件给出的是矢量场的势分布在区域边界处的已知效果（对热传导问题而言，这种效果便是边界热流密度）。:37-38
拉普拉斯方程的解称为调和函数，此函数在方程成立的区域内是解析的。任意两个函数，如果它们都满足拉普拉斯方程（或任意线性微分方程），这两个函数的任意线性组合同样满足前述方程。这种非常有用的性质称为叠加原理。可以根据该原理將各種通解線性组合起来，以滿足所有邊界條件。:124-130

## 二维拉普拉斯方程
两个自变量的拉普拉斯方程具有以下形式：
{\displaystyle {\frac {\partial ^{2}\psi }{\partial x^{2}}}+{\frac {\partial ^{2}\psi }{\partial y^{2}}}\equiv \psi _{xx}+\psi _{yy}=0.}

### 解析函数
解析函数的实部和虚部均满足拉普拉斯方程。换言之，若 z = x + iy，并且
{\displaystyle f(z)=u(x,y)+iv(x,y)}，
那么 f(z) 是解析函数的充要条件是 u(x,y)，v(x,y) 可微，且满足下列柯西-黎曼方程：:671-672
{\displaystyle u_{x}=v_{y},\quad v_{x}=-u_{y}}。
上述方程继续求导就得到
{\displaystyle u_{yy}=(-v_{x})_{y}=-(v_{y})_{x}=-(u_{x})_{x}}。
所以 u 满足拉普拉斯方程。类似的计算可推得 v 同样满足拉普拉斯方程。
反之，给定一个由解析函数（或至少在某点及其邻域内解析的函数）f(z) 的实部确定的调和函数，若写成下列形式：
{\displaystyle f(z)=\varphi (x,y)+i\psi (x,y)}，
则等式
{\displaystyle \psi _{x}=-\varphi _{y},\quad \psi _{y}=\varphi _{x}}。
成立就可使得柯西-黎曼方程得到满足。上述关系无法确定ψ，只能得到它的微增量表达式：
{\displaystyle d\psi =-\varphi _{y}\,dx+\varphi _{x}\,dy}。
φ 满足拉普拉斯方程意味着 ψ 满足可积条件：
{\displaystyle \psi _{xy}=\psi _{yx}}。
所以可以通过一个线积分来定义 ψ。可积条件和斯托克斯定理的满足说明线积分的结果与积分经过的具体路径无关，仅由起点和终点决定。于是，我们便通过复变函数方法得到了 φ 和 ψ 这一对拉普拉斯方程的解。这样的解称为一对共轭调和函数。这种构造解的方法只在局部（复变函数 f(z)） 的解析域内）有效，或者说，构造函数的积分路径不能围绕有 f(z) 的奇点。譬如，在极坐标平面 (r,θ) 上定义函数
{\displaystyle \varphi =\log r}，
那么相应的解析函数为
{\displaystyle f(z)=\log z=\log r+i\theta }。
在这里需要注意的是，极角 θ 仅在不包含原点的区域内才是单值的。
拉普拉斯方程与解析函数之间的紧密联系说明拉普拉斯方程的任何解都无穷阶可导（这是解析函数的一个性质），因此可以展开成幂级数形式，至少在不包含奇点的圆域内是如此。这与波动方程的解形成鲜明对照，后者包含任意函数，其中一些的可微分阶数是很小的。
幂级数和傅里叶级数之间存在着密切的关系。如果我们将函数 f 在复平面上以原点为中心，R 为半径的圆域内展开成幂级数，即
{\displaystyle f(z)=\sum _{n=0}^{\infty }c_{n}z^{n}}，
将每一项系数适当地分离出实部和虚部
{\displaystyle c_{n}=a_{n}+ib_{n}}。
那么
{\displaystyle f(z)=\sum _{n=0}^{\infty }\left[a_{n}r^{n}\cos n\theta -b_{n}r^{n}\sin n\theta \right]+i\sum _{n=1}^{\infty }\left[a_{n}r^{n}\sin n\theta +b_{n}r^{n}\cos n\theta \right]}，
这便是 f 的傅里叶级数。这些三角函数自身也可以用倍角公式展开。

### 流體動力學
设 {\displaystyle u}、{\displaystyle v} 分别为满足定常、不可压缩和无旋条件的流体速度场的 {\displaystyle x} 和 {\displaystyle y} 方向分量（这里仅考虑二维流场），那么不可压缩条件为：:99-101
{\displaystyle u_{x}+v_{y}=0}，
无旋条件为：
{\displaystyle v_{x}-u_{y}=0}。
若定义一个标量函数 {\displaystyle \psi }，使其微分满足：
{\displaystyle d\psi =-v\,dx+u\,dy}，
那么不可压缩条件便是上述微分式的可积条件。积分的结果函数 {\displaystyle \psi } 称为流函数，因为它在同一条流线上各点的值是相同的。{\displaystyle \psi } 的一阶偏导为：
{\displaystyle \psi _{x}=-v,\quad \psi _{y}=u}，
无旋条件即令 {\displaystyle \psi } 满足拉普拉斯方程。{\displaystyle \psi } 的共轭调和函数 {\displaystyle \varphi } 称为速度势。柯西-黎曼方程要求
{\displaystyle \varphi _{x}=u,\quad \varphi _{y}=v}。
所以每一个解析函数都对应着平面内的一个定常不可压缩无旋流场。解析函数的实部为速度势函数，虚部为流函数。

### 靜電學
根据麦克斯韦方程组，二维空间中不随时间变化的电场 (u,v) 满足：:83
{\displaystyle \nabla \times (u,v)=v_{x}-u_{y}=0}，
和
{\displaystyle \nabla \cdot (u,v)=\rho }，
其中 ρ 为电荷密度。第一个麦克斯韦方程便是下列微分式的可积条件：
{\displaystyle d\varphi =-u\,dx-v\,dy}，
所以可以构造电势函数 φ 使其满足
{\displaystyle \varphi _{x}=-u,\quad \varphi _{y}=-v}。
第二个麦克斯韦方程即：
{\displaystyle \varphi _{xx}+\varphi _{yy}=-\rho }，
这是一个泊松方程，当空间不包含自由电荷时，方程等号右边变为0，方程变为拉普拉斯方程。

## 三维拉普拉斯方程

### 基本解
拉普拉斯方程的基本解满足
{\displaystyle \nabla \cdot \nabla u=u_{xx}+u_{yy}+u_{zz}=-\delta (x-x',y-y',z-z')}，
其中的三维δ函数代表位于{\displaystyle (x',\,y',\,z')}的一个点源。
由基本解的定义，若对u作用拉普拉斯算子，再把结果在包含点源的任意体积内积分，那么
{\displaystyle \iiint _{V}\nabla \cdot \nabla udV=-1}。
由于坐标轴旋转不改变拉普拉斯方程的形式，所以基本解必然包含在那些仅与到点源距离r相关的解中。如果我们选取包含点源、半径为a的球形域作为积分域，那么根据高斯散度定理:318-322
{\displaystyle -1=\iiint _{V}\nabla \cdot \nabla u\,dV=\iint _{S}u_{r}dS=4\pi a^{2}u_{r}(a)}。
求得在以点源为中心，半径为r的球面上有
{\displaystyle u_{r}(r)=-{\frac {1}{4\pi r^{2}}}}，
所以
{\displaystyle u={\frac {1}{4\pi r}}}。
经过类似的推导同样可求得二维形式的解
{\displaystyle u={\frac {-\ln r}{2\pi }}}。

### 格林函数
格林函数是一种不但满足前述基本解的定义，而且在体积域V的边界S上还满足一定的边界条件的基本解。譬如，{\displaystyle G(x,y,z;x',y',z')\,}可以满足
{\displaystyle \nabla \cdot \nabla G=-\delta (x-x',y-y',z-z')\quad {\hbox{in}}\quad V}，
{\displaystyle G=0\quad {\hbox{if}}\quad (x,y,z)\quad {\hbox{on}}\quad S}。
现设u为在V内满足泊松方程的任意解：
{\displaystyle \nabla \cdot \nabla u=-f}，
且u在边界S上取值为g，那么我们可以应用格林定理（是高斯散度定理的一个推论），得到:652-659
{\displaystyle \iiint _{V}\left[G\,\nabla \cdot \nabla u-u\,\nabla \cdot \nabla G\right]\,dV=\iiint _{V}\nabla \cdot \left[G\nabla u-u\nabla G\right]\,dV=\iint _{S}\left[Gu_{n}-uG_{n}\right]\,dS}。
un和Gn分别代表两个函数在边界S上的法向导数。考虑到u和G满足的条件，可将這滿足狄利克雷边界条件的公式化简为
{\displaystyle u(x',y',z')=\iiint _{V}Gf\,dV-\iint _{S}G_{n}g\,dS}。
所以格林函数描述了量f和g对{\displaystyle (x',y',z')}点函数值的影响。

### 圓球殼案例
格林函数在半径为a的球面内的点上得值可以通过镜像法求得：距球心ρ的源点P的通过球面的“反射镜像”P' 距球心
{\displaystyle \rho '={\frac {a^{2}}{\rho }}}。
需要注意的是，如果P在球内，那么P'将在球外。于是可得格林函数为
{\displaystyle G={\frac {1}{4\pi R}}-{\frac {a}{4\pi \rho R'}}}；
其中，R表示距源点P的距离，R' 表示距镜像点P' 的距离。从格林函数上面的表示式可以推出泊松积分公式。设ρ、θ和φ为源点P的三个球坐标分量。此处θ按照物理学界的通用标准定义为坐标矢径与竖直轴（z轴）的夹角（与欧洲习惯相同，与美国习惯不同）。于是球面内拉普拉斯方程的解为：:64-65
{\displaystyle u(P)={\frac {1}{4\pi }}a^{3}\left(1-{\frac {\rho ^{2}}{a^{2}}}\right)\iint {\frac {g(\theta ',\varphi ')\sin \theta '\,d\theta '\,d\varphi '}{(a^{2}+\rho ^{2}-2a\rho \cos \Theta )^{3/2}}}}；
其中，{\displaystyle \cos \Theta =\cos \theta \cos \theta '+\sin \theta \sin \theta '\cos(\theta -\theta ')}。
这个公式的一个显见的结论是：若u是调和函数，那么u在球心处的取值为其在球面上取值的平均。于是我们可以立即得出以下结论：任意一个调和函数（只要不是常函数）的最大值必然不会在其定义域的内部点取得。